# Feuerwache Alsterdorf

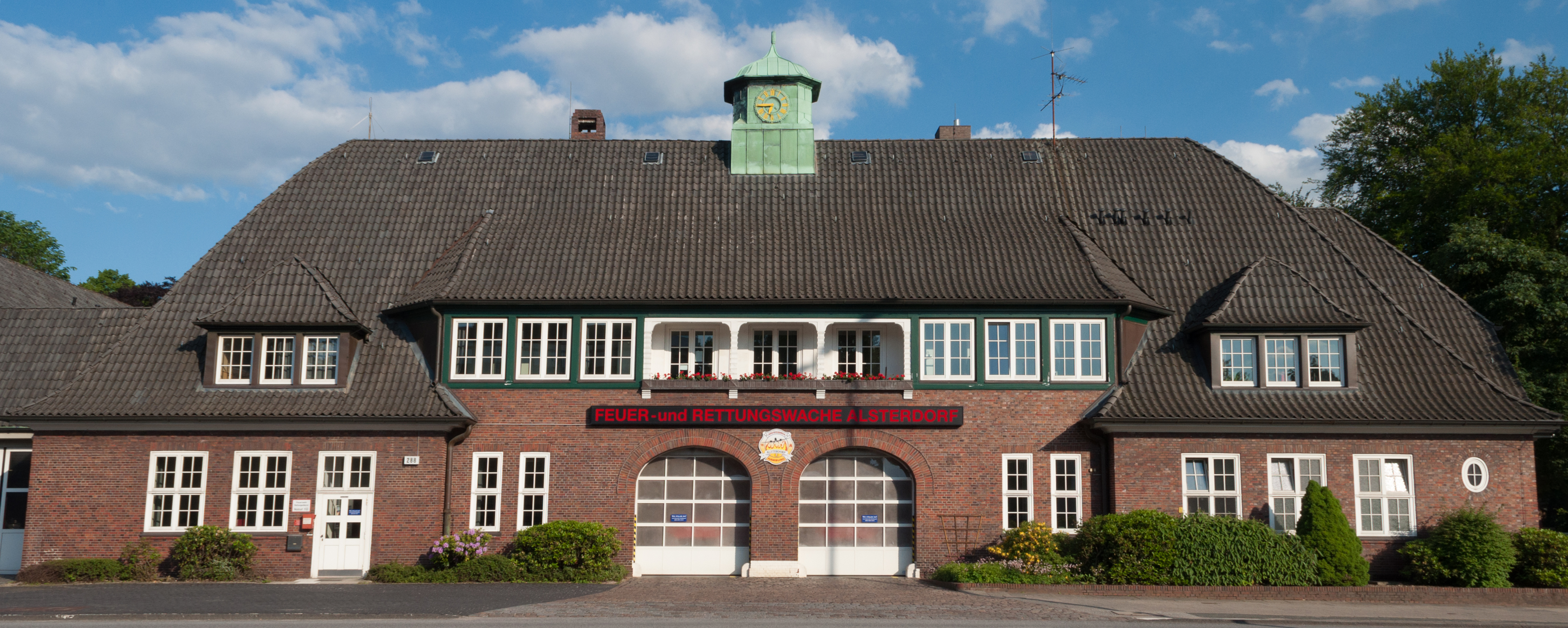
Die Feuerwache Alsterdorf

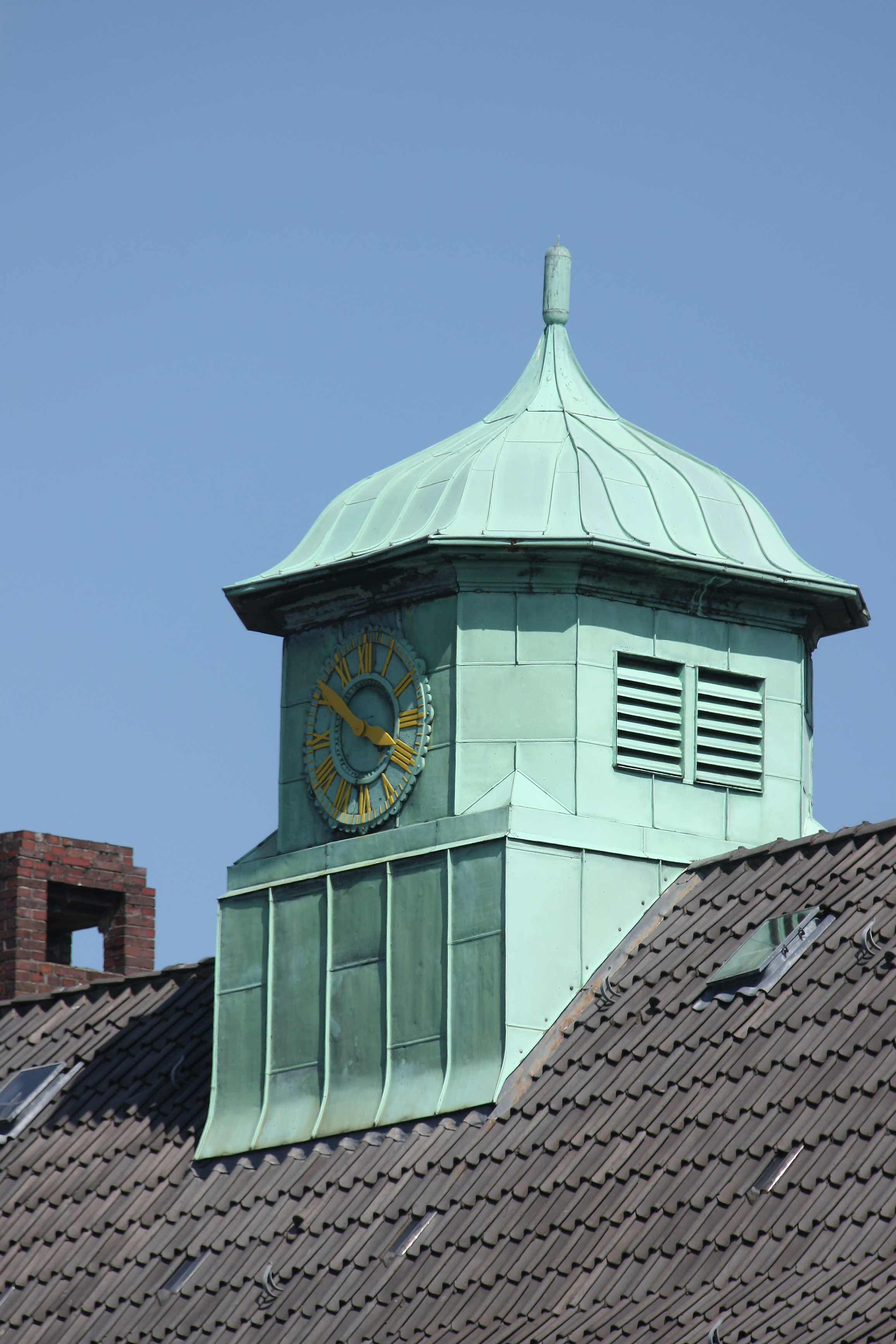
Uhrturm an der Feuerwache

Die Feuerwache Alsterdorf ist ein Dienstgebäude der Feuerwehr Hamburg. Sie befindet sich bei Einmündung des Maienwegs in die Alsterkrugchaussee im Stadtteil Alsterdorf.

## Geschichte
Der Beschluss zum Bau einer Feuerwache in Alsterdorf wurde am 28. November 1912 durch die Baudeputation gefasst. Zuvor hatte der Präses der Deputation für das Feuerlöschwesen um den Bau einer Wache nahe den Alsterdörfern gebeten. Die Planungen für das Gebäude, dessen Baukosten mit 171.600 Mark veranschlagt wurden, übernahm Fritz Schumacher. Der Baubeginn erfolgte am 11. März 1913. Nach Fertigstellung im September 1914 wurde die mit zwei Motorspritzenfahrzeugen ausgestattete Wache am 14. November 1914 in Dienst gestellt.
Während der Luftangriffe auf Hamburg 1943 wurde das Gebäude beschädigt, konnte jedoch repariert werden. Nach Ende des Zweiten Weltkriegs bezogen britische Feuerwehrleute für drei Jahre die Feuerwache, um sie am 18. September 1948 wieder der Hamburger Feuerwehr zu übergeben.
Ab dem 29. September 1960 wurde die Wache erweitert und umgebaut; ab Anfang 1963 folgte der Bau eines Schutzraums. Am 22. Oktober 1963 waren die Baumaßnahmen abgeschlossen. Von 1997 bis Ende 1999 wurde das Gebäude in drei aufeinanderfolgenden Bauabschnitten erweitert und umgebaut. Die Räumlichkeiten wurden am 17. Juli 2000 eingeweiht.
Das Feuerwehrhaus steht heute unter Denkmalschutz.

## Einsatzgebiet
Das Einsatzgebiet der als F 16 bezeichneten Feuer- und Rettungswache umfasst neben Alsterdorf die Stadtteile
- Klein und Groß Borstel
- Fuhlsbüttel
- Langenhorn
- Hummelsbüttel

sowie Teile von
- Winterhude
- Poppenbüttel
- Wellingsbüttel
- Eimsbüttel
- Ohlsdorf

Darüber hinaus unterstützt sie die Werkfeuerwehr des Hamburger Flughafens.